# Branko Rodosek
Branko Rodosek (* 2. Dezember 1958; † 4. Juni 2017) war ein deutscher Fußballspieler mit jugoslawischen Wurzeln.

## Karriere
Rodosek kam vom Wuppertaler SV zum Bundesligisten Bayer 05 Uerdingen und gab in der Saison 1983/84 sein Debüt: Am 26. Spieltag kam er in der Partie gegen den örtlichen Nachbarn Fortuna Düsseldorf über volle 90 Minuten zum Einsatz, das Spiel endete 1:1. Erst zwei Spielzeiten später kam er erneut in der Bundesliga zum Einsatz. Diesmal spielte er mit Bayer Uerdingen gegen Borussia Mönchengladbach und wurde zur Halbzeit ausgewechselt, Uerdingen gewann 2:1. 
Später spielte er noch für Preussen Krefeld.